# DUKW
DUKW (populær udtale:"duck") er en sekshjulet amfibie-lastbil som blev designet af General Motors Corporation under 2. verdenskrig til transport af gods og tropper over land og vand og til brug for at nærme sig land og krydse strande i amfibieangreb.

## Beskrivelse
DUKW'en blev designet af Rod Stephens Jr. fra Sparkman & Stephens Inc. et yachtdesign-firma, Dennis Puleston, en britisk sømand, og Frank W. Speir, en ROTC-løjtnant med eksamen fra MIT, Massachusets Institute of Technology. Udviklet af National Defense Research Committee og Office of Scientific Research and Development, blev den oprindelig afvist af de væbnede styrker. Men da en United States Coast Guard-patrulje stødte på grund på en sandbanke nær Provincetown i Massachusetts, var en eksperimental-udgave af DUKW tilfældigvis i nærheden. Vindstyrker op til 110 km/t, regn og stærk brænding forhindrede konventionelle fartøjer i at redde de syv strandede kystvagter, men DUKW'en havde intet besvær hermed, og den militære modstand forsvandt. DUKW'en beviste senere sin sødygtighed ved at krydse Den Engelske Kanal.
DUKW prototypen var bygget over den seks-hjulede militære lastbil GMC ACKWX med tilføjelse af et vandtæt karrosseri og en skrue. Den blev drevet frem af en 6-cylinders rækkemotor på 4.416 cm³. DUKW'en vejede 7,5 tons og opererede med en hastighed af 10 km/t på vand og 80 km/t på land. Den var 9,3 m lang, 2,4 m bred og 2,6 m høj. Der blev i alt fremstillet mere end 21.000. Det var ikke et panserkøretøj, der var kun anvendt stålplade i en tykkelse mellem 1/16" og 1/8" for at minimere vægten. Et høj-kapacitets lænsepumpe-system holdt DUKW'en flydende, hvis det tynde karrosseri blev fyldt med skudhuller på op til 2" i diameter.
DUKW'en var det allerførste køretøj, som gav føreren mulighed for at variere dæktrykket inde fra førerhuset, takket være Speirs opfindelse. Dækkene kunne være helt oppumpede på hårde overflader såsom veje og mindre oppumpede på bløde overflader — specielt sandstrand. Dette bidrog til DUKW'ernes store alsidighed som amfibiekøretøjer. Denne udrustning er nu standard på mange militærkøretøjer.

## Nomenklatur
Betegnelsen DUKW er ikke militær slang, navnet kommer fra terminologien brugt for militærkøretøjer i 2. verdenskrig; D indikerer et køretøj designet i 1942, U betyder "utility (amfibisk)",K indikerer all-wheel drive (træk på alle hjul) og W indikerer to bagaksler med træk.
Skønt teknisk set en fejlbetegnelse, kaldes DUKW'erne ofte duck boats. Et andet populært øgenavn var old magoo eller simpelthen magoo. Skønt oprindelsen til dette navn er ukendt, refererer det sikkert til formen på køretøjet.

## Operativ historie
DUKW'en blev brugt til landgange i Middelhavet, Stillehavs-krigen, og på strandene i Normandiet under D-dagen samt under Operation Plunder.

## Efterkrigs-brug
I de senere 1940'er og gennem 1950'erne blev mange DUKW'ere fra overskudslagre brugt som amfibiske redningsfartøjer.
Mange blev brugt af abalone-fiskere fra San Luis Obispo County i Californien for at tage deres fangst fra bådene og direkte til markedet.
Storbritanniens Royal Marines bruger stadig et mindre antal i træningsøjemed i Skotland.
I 1950'erne kopierede USSR DUKW'en og Zavod Imeni Likhacheva-fabrikken begyndte at producere BAV 485. Produktionen stoppede i 1962.
Når der opstår en nødsituation, er DUKW'erne vel udstyret til land- og søværts redningsforsøg. En duck bygget i 1945 blev udlånt til et brandværn under den store oversvømmelse i 1993, og i 2005, blev køretøjet brugt i 10 dage til at redde overlevende fra Orkanen Katrina DUKW'en manøvrerede sig igennem oversvømmelsen, transporterende ofre fra deres hustage og frem til helikopterlandingspladser.